# Asahi Uenaka
Asahi Uenakaino (植中 朝日?, Uenaka Asahi; Fukuoka, 1º novembre 2001) è un calciatore giapponese, attaccante degli Yokohama F·Marinos e della nazionale Under-23 giapponese.

## Carriera

### Club
Uenaka ha iniziato la sua carriera calcistica con il V-Varen Nagasaki dove ha debuttato il 2 settembre 2020 nell'incontro di J2 League pareggiato 2-2 contro l'Albirex Niigata. Ha segnato il suo primo gol il 7 luglio 2021, contro il Consadole Sapporo in Coppa dell'Imperatore.
Nel 2023 è passato a titolo definitivo allo Yokohama F·Marinos.

### Nazionale
Ha giocato nella nazionale giapponese Under-23.
Nel 2024 è stato convocato dalla nazionale olimpica giapponese per partecipare ai Giochi della XXXIII Olimpiade in qualità di giocatore di riserva.

## Statistiche

### Presenze e reti nei club
Statistiche aggiornate al 30 luglio 2024.
| Stagione        | Squadra            | Campionato      | Campionato | Campionato | Coppe nazionali | Coppe nazionali | Coppe nazionali | Coppe continentali | Coppe continentali | Coppe continentali | Altre coppe | Altre coppe | Altre coppe | Totale | Totale | Totale |
| Stagione        | Squadra            | Comp            | Pres       | Reti       | Comp            | Pres            | Reti            | Comp               | Pres               | Reti               | Comp        | Pres        | Reti        | Pres   | Reti   |        |
| --------------- | ------------------ | --------------- | ---------- | ---------- | --------------- | --------------- | --------------- | ------------------ | ------------------ | ------------------ | ----------- | ----------- | ----------- | ------ | ------ | ------ |
| 2020            | V-Varen Nagasaki   | J2              | 2          | 0          | CdL             | 3               | 1               |                    | -                  | -                  |             | -           | -           | 5      | 1      |        |
| 2021            | V-Varen Nagasaki   | J2              | 19         | 10         | CdL             | 0               | 0               |                    | -                  | -                  |             | -           | -           | 19     | 10     |        |
| 2022            | V-Varen Nagasaki   | J2              | 28         | 5          | CdL             | 1               | 0               |                    | -                  | -                  |             | -           | -           | 29     | 5      |        |
| 2023            | Yokohama F·Marinos | J1              | 9          | 3          | CG+CdL          | 8+2             | 4+0             |                    | -                  | -                  | SG          | 1           | 0           | 20     | 7      |        |
| 2024            | Yokohama F·Marinos | J1              | 23         | 3          | CG+CdL          | 0+2             | 0+2             |                    | -                  | -                  |             | -           | -           | 25     | 5      |        |
| Totale carriera | Totale carriera    | Totale carriera | 81         | 21         |                 | 16              | 7               |                    | -                  | -                  |             | 1           | 0           | 98     | 28     |        |

### Cronologia presenze e reti in nazionale
| Cronologia completa delle presenze e delle reti in nazionale ― Giappone olimpica | Cronologia completa delle presenze e delle reti in nazionale ― Giappone olimpica | Cronologia completa delle presenze e delle reti in nazionale ― Giappone olimpica | Cronologia completa delle presenze e delle reti in nazionale ― Giappone olimpica | Cronologia completa delle presenze e delle reti in nazionale ― Giappone olimpica | Cronologia completa delle presenze e delle reti in nazionale ― Giappone olimpica | Cronologia completa delle presenze e delle reti in nazionale ― Giappone olimpica | Cronologia completa delle presenze e delle reti in nazionale ― Giappone olimpica |
| Data                                                                             | Città                                                                            | In casa                                                                          | Risultato                                                                        | Ospiti                                                                           | Competizione                                                                     | Reti                                                                             | Note                                                                             |
| -------------------------------------------------------------------------------- | -------------------------------------------------------------------------------- | -------------------------------------------------------------------------------- | -------------------------------------------------------------------------------- | -------------------------------------------------------------------------------- | -------------------------------------------------------------------------------- | -------------------------------------------------------------------------------- | -------------------------------------------------------------------------------- |
| 30-7-2024                                                                        | Nantes                                                                           | Israele olimpica                                                                 | 0 – 1                                                                            | Giappone olimpica                                                                | Olimpiadi 2024 - 1º turno                                                        | -                                                                                | 46’                                                                              |
| 2-8-2024                                                                         | Lione                                                                            | Giappone olimpica                                                                | 0 – 3                                                                            | Spagna olimpica                                                                  | Olimpiadi 2024 - Quarti di finale                                                | -                                                                                | 74’                                                                              |
| Totale                                                                           |                                                                                  | Presenze                                                                         | 2                                                                                |                                                                                  | Reti                                                                             | 0                                                                                |                                                                                  |

| Cronologia completa delle presenze e delle reti in nazionale ― Giappone under 23 | Cronologia completa delle presenze e delle reti in nazionale ― Giappone under 23 | Cronologia completa delle presenze e delle reti in nazionale ― Giappone under 23 | Cronologia completa delle presenze e delle reti in nazionale ― Giappone under 23 | Cronologia completa delle presenze e delle reti in nazionale ― Giappone under 23 | Cronologia completa delle presenze e delle reti in nazionale ― Giappone under 23 | Cronologia completa delle presenze e delle reti in nazionale ― Giappone under 23 | Cronologia completa delle presenze e delle reti in nazionale ― Giappone under 23 |
| Data                                                                             | Città                                                                            | In casa                                                                          | Risultato                                                                        | Ospiti                                                                           | Competizione                                                                     | Reti                                                                             | Note                                                                             |
| -------------------------------------------------------------------------------- | -------------------------------------------------------------------------------- | -------------------------------------------------------------------------------- | -------------------------------------------------------------------------------- | -------------------------------------------------------------------------------- | -------------------------------------------------------------------------------- | -------------------------------------------------------------------------------- | -------------------------------------------------------------------------------- |
| 18-11-2023                                                                       | Shimizu                                                                          | Giappone under 23                                                                | 5 – 2                                                                            | Argentina under 23                                                               | Amichevole                                                                       | -                                                                                | 69’                                                                              |
| 22-3-2024                                                                        | Kameoka                                                                          | Giappone under 23                                                                | 1 – 3                                                                            | Mali under 23                                                                    | Amichevole                                                                       | -                                                                                | 46’                                                                              |
| 25-3-2024                                                                        | Kitakyūshū                                                                       | Giappone under 23                                                                | 2 – 0                                                                            | Ucraina under 23                                                                 | Amichevole                                                                       | -                                                                                | 78’                                                                              |
| Totale                                                                           |                                                                                  | Presenze                                                                         | 3                                                                                |                                                                                  | Reti                                                                             | 0                                                                                |                                                                                  |